# 2011年多国武装干涉利比亚
2011年多国武装干涉利比亚，是以美國、英國、加拿大和法國爲首的北約和阿拉伯聯盟国家軍事部队爲執行由2011年3月17日安理会以10票支持5票弃权通过的聯合國安理會1973號決議所設立的利比亞禁飛區而實施的軍事行動。目的是阻止利比亞政府軍在2011年利比亚起义中對反對派的軍事打擊。这是安理会对格達費政权武力镇压示威民众实施的第二轮制裁。
联合国秘书长潘基文强调说，制裁利比亚是国际社会首次适用“保护平民责任”原则，即出兵保护的对象是平民而不是国家。潘基文曾于19日表示，不排除投入地面部队的可能性。
自2011年3月至10月期間，北約對利比亞的軍事行動總計出動軍機超過26,000架次，摧毀超過5,900個軍事目標。軍事行動隨著格達費獨裁政權覆滅，臨時政府成立後結束。

## 代號

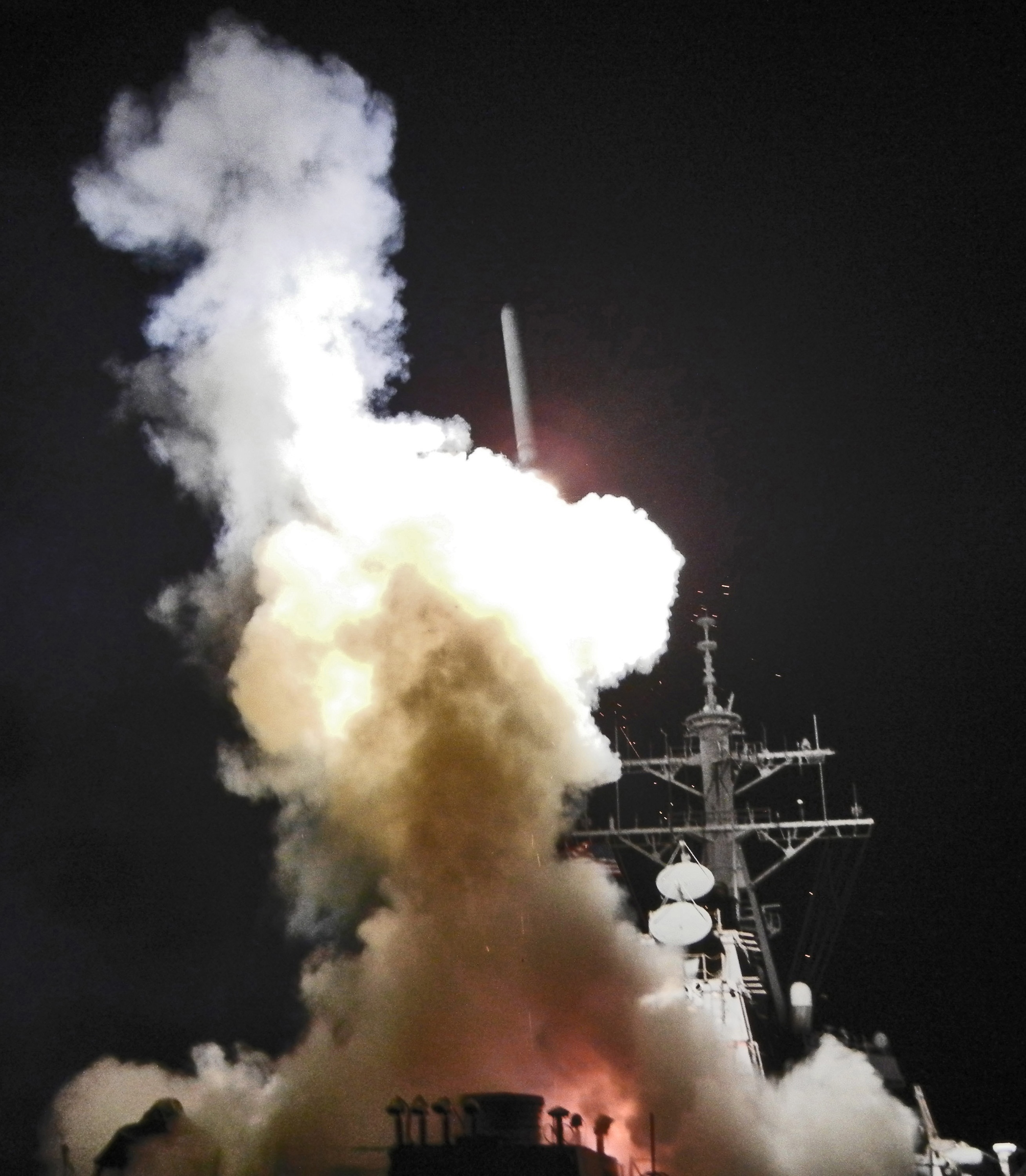
美國巴里号驱逐舰向利比亞禁飛區發射戰斧巡弋飛彈

- 北約：聯合保護者行動（Operation Unified Protector）
  - 美國：奥德赛黎明行动（Operation Odyssey Dawn）
  - 英國：伊拉米行動（Operation Ellamy）
  - 加拿大：MOBILE行動（英语：Operation Mobile）
  - 法國：信風行動（Opération Harmattan）[30]

## 影響
卡扎菲在未垮台前宣稱，從利比亞經地中海北上歐洲的偷渡活動遭利比亞政府有效壓制，例如2009年全年意大利只截獲7,300名偷渡者。卡扎菲在2011年3月曾經提出警告，表示一個統一和穩定的利比亞對於抑制地中海的偷渡活動事關重要。他还在与英国前首相布莱尔通话时表示，如果自己丢掉政权，恐怖主义势力将在中东崛起并必将攻击欧洲。自從北約協助叛軍推翻卡扎菲政權後，利比亞政局陷入長期動盪，對偷渡活動中門大開，吸引偷渡集團在利比亞再度活躍，招攬大量偷渡者從利比亞乘船北上歐洲，掀起歐洲移民危機，有評論認為是歐洲國家「搬起石頭砸自己腳」和「咎由自取」。

## 评价
英國獨立黨領導人奈杰尔·法拉奇批評首相卡梅倫在2011年參與推翻卡扎菲政權，是導致此後欧洲难民危机的一個直接原因。
有中国学者将北约的参与称为“无利不起早”，认为是发达资本主义国家的需求刺激了这场战争。利比亚地区地处交通要道，扼守地中海，且作为石油资源丰富的输出大国，石油主要出口欧洲，如法国是利比亚石油最大的出口国，法国在利比亚的石油投资高达几十亿美元。以美国为首的北约如在此处扶持亲美政权，可攫取极大的地缘政治利益。

## 註解
1. ↑  以聯合國安理會1973號決議為法律依據出兵